# فرشته توانگر
فرشته توانگر (زاده ۱۳۴۵ در آبادان)، داستان‌نویس و نویسنده ایرانی ساکن شیراز است و از دانشگاه آزاد شیراز لیسانس زبان انگلیسی دارد. علاوه بر چاپ کتاب‌ها و مقالاتی در نشریات مختلف کشور به تدریس داستان‌نویسی در شهر شیراز هم می‌پردازد. او عضو هيأت داوران  نهمين جشنواره سراسری داستان بانه بوده است. وی از اعضای کانون نویسندگان ایران است.

## آثار
- همین جا روی زمین (۱۳۷۷) نشر مرکز[۶]
- خانه‌ها و خیابانها (۱۳۸۰) ناشر نیم نگاه
- گرنیکا (۱۳۸۳) نشر ققنوس
- کانادا جای تو نیست (۱۳۹۱) نشر چشمه[۷]

## ترجمه‌ها
- تاج نقره‌ای و داستان‌های دیگر[۸]
- چند داستان برای کودکان
- تمساح غول پيكر اثر رولد دال[۹]
- آدم كوچولو اثر رولد دال[۹]

## جایزه‌ها
- جایزه اول جشنواره ادبی زنان استان فارس
- جایزه دوم مقاله‌نویسی در جشنواره مهر و ماه
- برگزیده جایزه ادبی اصفهان برای داستان کوتاه صاحب مرده‌ها؛
- کتاب گرنیکا برگزیده منتقدان جایزه مهرگان ادب در سال ۱۳۸۳
- جايزه مهرگان ادب برای کتاب گرنيکا «به عنوان بهترين داستان بلند» ۱۳۸۴[۱۰]

- جایزه اول هفت اقلیم برای کتاب کانادا جای تو نیست در سال ۱۳۹۲[۱۱]
- برنده جایزه منتقدان - بکا، برای کتاب گرنیکا[۱۲]
- نامزد دریافت جایزه مهرگان ادب، برای کتاب کانادا جای تو نیست، ۱۳۹۳[۱۳]